# Alcis sublimis
Alcis sublimis là một loài bướm đêm trong họ Geometridae.